# Jakob Cedergren
Jakob Cedergren (født 10. januar 1973 i Lund) er en dansk-svensk skuespiller. Han er muligvis bedst kendt for sin rolle som journalisten Bjarne Madsen i tv-serien Edderkoppen fra 2000.

## Karriere
I 1997 blev Cedergren uddannet fra Statens Teaterskole og har medvirket i adskillige danske teaterstykker og film.
I 2004 blev han nomineret til en Bodil for bedste mandlige hovedrolle i filmen Rembrandt fra 2003. Han modtog både Bodilprisen og Robertprisen for årets mandlige hovedrolle i 2009 for sin rolle i Frygtelig lykkelig. Han modtog begge priser igen i 2019 for sin hovedrolle i Den skyldige. 
Samme år portrætterede han den danske prins Carl/kong Haakon VII af Norge i den norske TV-serie Harry & Charles. Maria Bonnevie spillede hans hustru, Maud.

## Filmografi

### Film
| År   | Titel                            | Rolle                 | Noter    |
| ---- | -------------------------------- | --------------------- | -------- |
| 1998 | Den blå munk                     |                       |          |
| 2003 | De grønne slagtere               |                       |          |
| 2003 | Rembrandt                        |                       |          |
| 2005 | Bag det stille ydre              |                       |          |
| 2005 | Lille Lise                       |                       | Kortfilm |
| 2005 | Voksne mennesker                 |                       |          |
| 2006 | Sprængfarlig bombe               |                       |          |
| 2006 | Offscreen                        |                       |          |
| 2007 | Arn - Tempelriddaren             |                       |          |
| 2008 | Remix                            |                       |          |
| 2009 | Frygtelig lykkelig               |                       |          |
| 2009 | Vølvens forbandelse              | Benedicht Frederiksen |          |
| 2010 | Submarino                        |                       |          |
| 2011 | Den som dræber: Fortidens skygge |                       |          |
| 2013 | Sorg og Glæde                    |                       |          |
| 2016 | Fuglene over sundet              |                       |          |
| 2018 | Den skyldige                     | Asger Holm            |          |

### Tv-serier
| År   | Titel             | Rolle      | Noter  |
| ---- | ----------------- | ---------- | ------ |
| 2000 | Edderkoppen       |            |        |
| 2002 | Nikolaj og Julie  |            |        |
| 2007 | Forbrydelsen      |            |        |
| 2009 | Harry og Charles  | Haakon VII |        |
| 2010 | Mord i Skærgården |            | - 2018 |
| 2011 | Den som dræber    |            |        |